# Alfred Hülgert
Alfred „Fred“ Hülgert (* 3. Mai 1908 in Wien; † 13. November 1953 in Berlin) war ein österreichischer Kammersänger (Stimmlage: Tenor) wie auch Schauspieler bei Bühne und Film.

## Leben und Wirken
Fred Hülgert, wie er sich anfänglich zumeist nannte, erhielt seine künstlerische (gesangliche wie schauspielerische) Ausbildung in seiner Heimatstadt Wien und begann Mitte der 1930er Jahre seine Karriere in der böhmisch-österreichischen Provinz. 1937 gab er seinen Einstand vor der Kamera in dem letzten nicht von rassistischen Vorgaben bestimmten österreichischen Vorkriegsfilm Der Pfarrer von Kirchfeld. Hier verkörperte Hülgert den jungen Michel Berndorfer, der durch seine Liebe zu Annerl, der Protagonistin der Geschichte, vorübergehend in Konkurrenz zu dem Titelhelden (gespielt von Hans Jaray) gerät. Zu dieser Zeit (Juli 1937) konnte man den Nachwuchssänger auch in Salzburger Aufführungen von Der Zigeunerbaron, Das Dreimäderlhaus und Die lustige Witwe sehen. 1938 kehrte Hülgert, von einem Festengagement aus Reichenberg kommend, endgültig nach Wien heim und ließ sich von der dortigen Volksoper verpflichten. 1940 holte Willi Forst den Sänger für die kleine Rolle des Tenors Czika in dem aufwendigen Musikfilm Operette. Die verbleibenden Weltkriegsjahre gehörte Alfred Hülgert den Ensembles von Wiens Opernhaus der Stadt und des Raimund-Theaters an und blieb dort dem Operettenfach treu. 
Noch im Mai 1945 nahm Alfred Hülgert am Raimundtheater seine Nachkriegstätigkeit wieder auf und spielte unter Fritz Imhoffs Leitung in dem Bühnenklassiker Der fidele Bauer. Am Wiener Volkstheater sah man ihn auch in Revuen, danach auch am Salzburger Mozarteum. Im Juni 1947 holte ihn erneut Forst, diesmal für seine Bühneninszenierung von Orpheus in der Unterwelt an der Staatsoper (Volksoper). Etwas später verließ Alfred Hülgert Wien und ging nach Berlin. Dort gehörte der Kammersänger in seinen letzten Lebensjahren den Ensembles der Staatsoper und der Komischen Oper an und feierte schon gleich mit seinem Einstand in einer Neuinszenierung von Straussens Die Fledermaus einen schönen Erfolg. Es folgten wichtige Auftritte in so verschiedenen Werken wie Paul Dessaus Die Verurteilung des Lukullus, wo Hülgert 1951 die Titelpartie sang, und Ludwig van Beethovens Fidelio mit Hülgert in der Rolle des Florestan. Weitere wichtige Partien waren der Stolzing in Richard Wagners Die Meistersinger von Nürnberg und der Sadko in der gleichnamigen Oper von Rimski-Korsakow. Letztmals vor die Kamera trat der Künstler 1951 in einer DEFA-Produktion: In Artur Pohls Frau Jenny Treibel-Version Corinna Schmidt spielte Hülgert den Kammersänger Krola. Bis zuletzt gut beschäftigt, starb Alfred Hülgert völlig überraschend an einer Embolie infolge einer Operation in Berlin.

## Filmografie (komplett)
- 1937: Der Pfarrer von Kirchfeld
- 1940: Operette
- 1951: Corinna Schmidt